# Kyōichi Katayama
Kyōichi Katayama (片山 恭一 Katayama Kyōichi?,  Uwajima, Japón, 5 de enero de 1959) es un escritor japonés. Cobró fama nacional e internacional tras el éxito de su novela Un grito de amor desde el centro del mundo (Sekai no Chūshin de, Ai wo Sakebu) la cual ha vendido más de tres millones y medio de ejemplares en su país natal, convirtiéndola en la novela japonesa más vendida, y a su autor en uno de los escritores japoneses más prolíficos del siglo XXI. 

## Biografía
Nació un 5 de enero de 1959 en Uwajima, Prefectura de Ehime. Cursó el bachillerato en su ciudad natal y se graduó de la Facultad de Agricultura de la Universidad de Kyushu. Fue en 1986, mientras cursaba sus estudios de posgrado, que inicia su carrera literaria con su novela Kehai, la cual le valió el Bungakkai Newcomers Award, sin embargo, pasó una mala racha en la que ninguno de sus escritos era considerado por las editoriales. Fue hasta 1995 que finalmente es publicado con el libro Kimi no shiranai tokoro de sekai wa ugoku (El mundo se mueve sin que tú lo sepas), seguido de John Lennon o Shinjiru na (No creas en John Lennon) en 1997, aunque ninguno tuvo un éxito considerable en ventas.
En 2001 lanzó la que sería su novela más vendida: Sekai no Chūshin de, Ai o Sakebu (Un grito de amor desde el centro del mundo). Inicialmente tuvo ventas moderadas, pero después de que la actriz Kō Shibasaki escribiera una columna elogiando el libro en la revista cultural Da Vinci (ejemplar de marzo de 2002), las ventas se dispararon. Para 2004, año de su adaptación al cine, ya había superado la marca de los 3 millones de ejemplares vendidos, convirtiéndose en la novela japonesa más vendida en el país del sol naciente, superando así a Tokio Blues de Haruki Murakami. Se tradujo a múltiples idiomas y se realizaron numerosas adaptaciones incluidas tres a la pantalla grande (la versión japonesa protagonizada por la misma Kō Shibasaki), un drama televisivo, una adaptación al manga y una radionovela.
Esta nueva fama no fue bien recibida por el autor en un inicio, ha manifestado en entrevistas que los artículos indagando en su vida privada causaron fricciones en su matrimonio y que su salud se vio directamenta afectada, sufriendo de problemas hepáticos y de insomnio que derivaron en depresión. Aun así, dice que las numerosas cartas de jóvenes lectores lo ayudaron a seguir adelante.
Gracias al éxito comercial de Un grito de amor, Katayama ha escrito libremente desde entonces. Continuó su trabajo con Mangetsu no Yoru, Moby Dick ga (Moby Dick en la luna llena) en 2002, Moshimo watashi ga, soko ni irunaraba (Si estoy ahí) en 2003, Fune tomari made (traducida al español como El año de Saeko) en 2006, entre otros. Sin embargo, ninguno de sus trabajos posteriores ha gozado del mismo éxito crítico o comercial.

## Obra
Katayama ha sido un escritor muy prolífico desde 2001, a continuación una lista parcial de sus trabajos más importantes.
- Kehai (Señal) (1986)
- Kimi no shiranai tokoro de sekai wa ugoku (El mundo se mueve sin que tú lo sepas) (1995)
- John Lennon o Shinjiru na (No creas en John Lennon) (1997)
- Sekai no Chūshin de, Ai o Sakebu (2001) (trad. al español como Un grito de amor desde el centro del mundo)
- Mangetsu no Yoru, Moby Dick ga (Moby Dick en la luna llena) (2002)
- Sora no renzu (Lente del cielo) (2003)
- Moshimo watashi ga, soko ni irunaraba (Si estoy ahí) (2003)
- Ame no hi no iruka-tachi wa (Delfines en un día lluvioso) (2004)
- Saigo ni saku hana (La última flor en florecer) (2005)
- Fune tomari made (2006) (trad. al español como El año de Saeko)
- Kowareta hikari, kumo no kage (Luz rota, sombra de nubes) (2007)
- Tōzakaru ie (La casa lejana) (2008)
- Sono tori wa seiya no mae ni (El pájaro antes de la noche santa) (2013)
- Ikirukoto no hatsumei (La invención de la vida) (2014)
- Atarashī tori-tachi (Pájaros nuevos) (2016)
- Nani mo nai koto ga ō sugiru (Muchas veces no hay nada) (2016)
- Sekai ga bokura o kiratte mo (Incluso si el mundo nos odia) (2019)

## Traducciones al español
A la fecha, sólo dos de sus novelas han sido traducidas al español:
- Un grito de amor desde el centro del mundo (Alfaguara, 2008; Punto de lectura, 2009; Debolsillo, 2016) (Traducción del japonés por Lourdes Porta)
- El año de Saeko (Alfaguara, 2011; Punto de lectura, 2012) (Traducción del japonés por Lourdes Porta)